# (3982) Kastelʹ
(3982) Kastelʹ es un asteroide perteneciente al cinturón de asteroides, descubierto el 2 de mayo de 1984 por Liudmila Karachkina desde el Observatorio Astrofísico de Crimea (República de Crimea).

## Designación y nombre
Designado provisionalmente como 1984 JP1. Fue nombrado Kastelʹ en honor al astrónomo ruso Galina Richardovna Kastelʹ.